# Dundrum (Irlanda del Nord)
Dundrum (Dún Droma in gaelico irlandese) è un villaggio dell'Irlanda del Nord, situato nella contea di Down.